# محمد تقي الفقيه

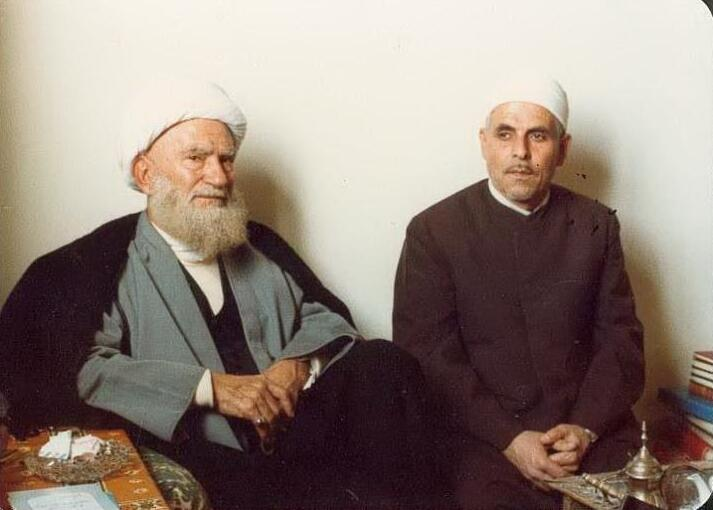
الشيخ محمد تقي الفقيه مع الشيخ سلمان الخليل

الشيخ محمد تقي الفقيه العاملي (18 ديسمبر 1911 - 14 شباط 1999) = (26 ذو الحجة 1329هـ - 27 شوال 1419هـ) هو أحد مراجع الشيعة الإمامية، مشهود له بالعلم والفضل والتفوق لدى ذوي الاختصاص من الفقهاء المعاصرين وغيرهم.

## هويته وولادته
هو: الشيخ محمد تقي بن الشيخ يوسف الفقيه المعروف بالحاريصي بن علي بن محمد بن عبد الله بن علي الفقيه العاملي.

تعرف أسرته بآل الفقيه، والمعروفون بهذا اللقب كثيرون في جبل عامل.

ولد في بلدة حاريص وذلك يوم الإثنين ليلة 26 ذو الحجة، سنة 1329هـ.

## أسرته

### والده
- الشيخ يوسف الفقيه

### والدته
- كريمة الشيخ محمد سليمان البياضي، توفيت وله من العمر نحو أربع سنوات ونصف.

### إخوته
- الشيخ علي الفقيه
- الحاج محمد حسن الفقيه
- حسين الفقيه
- جعفر الفقيه

### أبناؤه
- الشيخ محمد رضا
- الشيخ محمد جواد
- الشيخ باقر
- المهندس الحاج محمد كاظم
- الشيخ محمد صالح
- القاضي الشيخ محمد محسن
- الشيخ يوسف
- عباس

## نشأته ودراسته
شرع في قراءة القرآن، ثم درس كتاب (الأجرومية)وكتاب (قطر الندى) مع أخيه الشيخ علي في قريته حاريص.
ثم انتقلا إلى قرية رشاف المجاورة لهم عام 1920 م، لمتابعة الدراسة ومنها إلى قرية شقراء فانهيا دراسة الألفية وأتقنا نظم الشعر في سن مبكرة.

### أساتذته في جبل عامل
تولى تدريسه في جبل عامل:
- الشيخ أحمد الحاج قاسم خليل (في حاريص)
- الشيخ أحمد مروة (في حاريص)
- والشيخ حسن سويد (في حاريص)
- الشيخ حسن سويدان
- الشيخ حسين عبد الله غريب (في شقراء)
- محمود الأمين، عم محسن الأمين (في شقراء)

## هجرته إلى النجف
في سنة 1344 هـ أرسله والده إلى النجف مع أخيه الشيخ علي، وامضى فيها 29 عاما تقريبا ولم يغادرها إلا مرتين: مرة سنة 1347هـ لمرض ألمّ به، ومرة أخرى سنة 1350هـ لأجل الاقتران. أكبّ على الدرس والتدريس والتبليغ والتصنيف، حتى حاز مرتبة الاجتهاد المطلق التي شهد له بها محسن الحكيم في إجازته له عام 1373هـ.

### أساتذته في النجف
- محسن الحكيم
- حسين الحمامي.
- الشيخ عبد الرسول بن الشيخ شريف الجواهري.
- الشيخ محمد علي الكاظمي الخراساني.
- أبو الحسن الأصفهاني الذي كان يحضر دروسه للتبرّك بدون مطالعة ولا مراجعة.
- الشيخ محمد حسين كاشف الغطاء (وكان ملتزماً درسه ليلاً).

### تلامذته في النجف

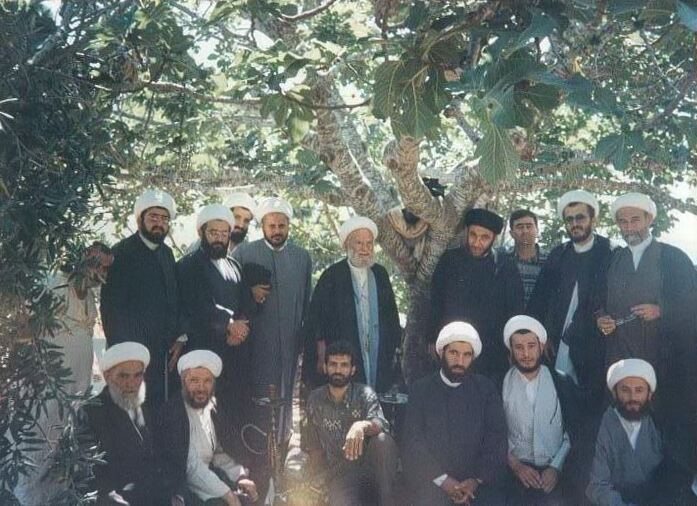
الشيخ محمد تقي الفقيه مع مجموعة من طلابه

من أبرز تلامذته في فترة إقامته بالنجف: 
- الشيخ محمد تقي الجواهري.
- محمد بن حسين الحمامي.
- مهدي الحكيم.
- الشيخ مفيد الفقيه.
- علي بن حسين بن يوسف مكي.
- الشيخ سليمان اليحفوفي.
- محمد صادق الحكيم.
- الشيخ محمد مهدي شمس الدين.

### سيرته في النجف
- قام بإنشاء المدرسة اللبنانية في النجف سنة 1957م.
- كان ملازما للسيد محسن الحكيم، وقد عهد إليه بتدريس أولاده.
- اوفده محسن الحكيم إلى قلعة سكر في أطراف العراق، للتليغ الديني كوكيل له هناك.

## عودته إلى لبنان
رجع إلى لبنان سنة 1963م، حيث أقام في حاريص، ثم انتقل للإقامة في بيروت شتاءً وفي حاريص صيفاً، وفي سنة 1983م هاجر إلى حاريص تاركا بيروت، وآثر البقاء في حاريص، والانتقال شتاءً إلى صور بدل بيروت، وبقي فيها حتى وفاته منكبّا على التدريس والتأليف والقضاء بين الناس.

### من أبرز تلامذته في لبنان
- الشيخ القاضي جمال الفقيه
- الشيخ عبد الحسن حمود
- الشيخ علي اللقيس
- الشيخ أكرم جزيني
- الشيخ نعيم نعمة
- ابنه الشيخ القاضي محمد محسن الفقيه
- ابنه الشيخ محمد صالح الفقيه
- ابنه الشيخ محمد جواد الفقيه
- المفتي الشيخ حسن عبد الله

## مؤلفاته
له العديد من المؤلفات في المفاهيم الإسلامية والفقه والأصول والشعر والتاريخ والتشريع الإسلامي وغيرها من المواضيع:

### الكتب المطبوعة

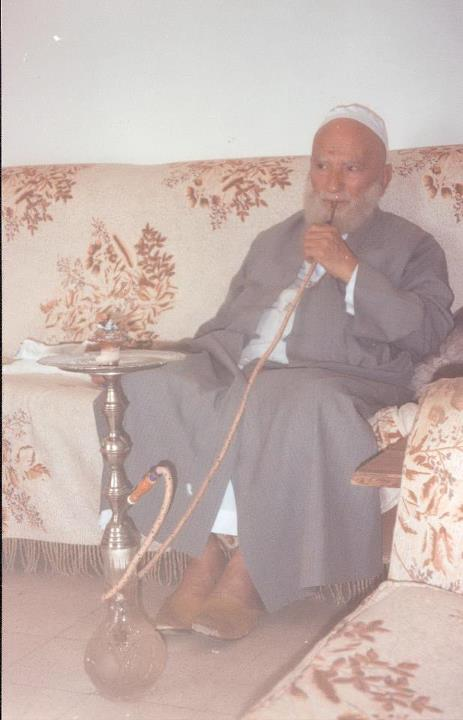
العلامة الشيخ محمد تقي الفقيه

1. جبل عامل في التاريخ:وهو جزآن في مجلد واحد طبع في العراق سنة 1364هـ وأعيد طبعه في بيروت سنة 1406 هـ - 1986م.
2. جامعة النجف في عصرها الحاضر: مقارنة بين الدراسة فيها وبين الدراسة في أعظم الجامعات، ويليه سيرة السيد الحكيم وفيه صورة عن المرجعية عند الشيعة، طبع سنة 1369هـ، وطبع ضمن (موسوعة النجف) دار الأضواء، كما طبع ضمن الجزء الرابع من كتاب حجر وطين.
3. قواعد الفقيه: طبع سنة 1382هـ - 1963 في صور، وأعيد طبعه في بيروت سنة 1407هـ - 1987 مع تغييرات وزيادات، وبقي قسم منه لم يطبع.
4. من فلسفة التشريع: أو الربا في مذهب أهل البيت :طبع مرة ثالثة 1410هـ - 1990، وقيل أنه ترجم إلى الفارسية، وقد صودر من المكتبات في العراق لاشتماله على ما يتنافى مع الاشتراكية.
5. عمدة المتفقه: رسالة عملية في العبادات بطريقة السؤال والجواب طبعت سنة 1392هـ - 1972، وأعيدت طباعتها سنة 1411هـ - 1990.
6. مباني العروة الوثقى: يقع في عدة مجلدات، بعضها خرج للمبيضة وبعضها لم يزل في مسوداته، وقد طبع منه كتاب الخمس في مجلد واحد 1398هـ - 1978، والمهيأ منه للطبع الاجتهاد والتقليد، وقسم من المياه والفروع الستينية وشيء من كتابي الصوم والزكاة.
7. من مناهج الفقيه ومبانيه: مجلد واحد يشتمل فقه استدلالي صلاة المسافر والدماء الثلاثة، الطبعة الأولى 1413 هـ - 1993.
8. مناهج الفقيه: رسالة عملية خرج منها ثلاثة مجلدات طبع الجزء الأول والثاني سنة 1414هج - 1993م، والجزء الثالث منها يحتوي استدلالاً موجزا طبع سنة 1416هـ -1995.
9. مناسك الفقيه: يشتمل على أعمال الحج والعمرة وأحكامها، ويمتاز ببسط أحكام الخلل بالنسبة لكل عمل من أعمال الحج والعمرة وإلحاقها ببابها طبع سنة 1392هـ.
10. مباني المناسك: وهو تعليق على مناسك الفقيه، ومتنه يكاد يكون غير مناسك الفقيه، وقد طبع منه مجلد واحد سنة 1409هـ - 1989 وبقي مثله تقريباً معداً للطبع.
11. مكاسب الفقيه: وهو يشتمل على قواعد المكاسب ومنها المعاطاة وأصالة اللزوم، وعلى كتاب البيع، ويصلح متناً للتدريس وهو أدقها علماً وأعظمها نفعاً طبع سنة 1417هـ - 1996.
12. حجر وطين: طبع منه أربع أجزاء في أربع مجلدات وبقي أضعافها، وبعضها لا يزال في مسوداته وبعضها طبع على الآلة الكاتبة، منه الرحلات إلى الحج والزيارة، ومنه وفيات الأعيان المعاصرين، وقد أشير لذلك في الجزء الرابع المطبوع. طبع الجزء الأول منه سنة 1408هـ - 1981.
13. البداية والكفاية: وهو كتاب في الأصول اللفظية والعملية، وقد لزمه المرض بعد أسبوع فقط من إرساله للمطبعة، وخرج من المطبعة وهو في فراش المرض - دار الأضواء 1998م.
14. الشموع : وهو ديوان شعر وضع فيه شعره وشعر والده، وأكثر ما قيل فيهما.

### كتيبات مطبوعة
1. مبادئ الإسلام في مذهب أهل البيت : وهو كتاب مدرسي مُعدّ لتربية الناشئة على الاعتقادات الضرورية الصحيحة، خرج منه حلقتان وبقي منه ثلاث حلقات لا تزال غير منظمة ولكنها تشتمل على أمور مهمة تتعلق بأصول الدين، طبع ثلاث طبعات.
2. الصوم الواجب.
3. الصلاة الواجبة: طبع في دار الزهراء عام 1964 م.
4. الإسلام الكامل: مُهيأ للطبع فيه محاولة تهدف إلى تقليل الخلاف بين المذاهب الإسلامية والتقريب بينها وتوضيح أن الخلاف إنما هو بين الساسة لا بين أصحاب المذاهب.

### رسائل فقهية متعددة مخطوطة
1. منجزات المريض.
2. الحضانة
3. السلف
4. الرهن
5. الوصايا
6. المال المجهول المالك أو الذي لا يمكن إيصاله لمالكه.

### ما كُتب عنه
- إطلالة على سيرة المقدس آية الله العظمى المرجع الديني الشيخ محمد تقي الفقيه العاملي الحاريصي - كتاب من إعداد نجله الشيخ محمد صالح الفقيه - طبع دار الأضواء - بيروت - عام 2000 م.

## وفاته
ابتلي بمرض وذلك في مارس من العام 1998 واستمرّ يعاني منه حتى وفاته في 14 شباط 1999م.
ونقل جثمانه في 16 شباط إلى النجف بوصية منه ودفن إلى جنب أخيه الشيخ علي الفقيه.

## وصلات خارجية
- محمد تقي الفقيه على موقع أرشيف الشارخ.
- ترجمة الشيخ في معجم البابطين
- ترجمة الشيخ محمد تقي الفقيه في موقع الشيخ منذر الفقيه العاملي
- جبل عامل في التاريخ